# Please Hammer Don't Hurt 'Em
Please Hammer Don't Hurt 'Em es el segundo álbum de MC Hammer, editado en 1990 por el sello discográfico Capitol Records. El álbum alcanzó el primer puesto del ranking de los Estados Unidos por 21 semanas, éxito total gracias al sencillo "U Can't Touch This". El disco, en aquel año de estilo hip hop, obtuvo gran popularidad, y vendió más de 10 millones de copias en el mundo.[cita requerida] La música del sencillo U Can't Touch This, fue una versión de Rick James, de 1981.

## Listado de canciones
1. Here Comes the Hammer
2. U Can't Touch This - 4:16
3. Have You Seen Her - 4:44
4. Yo! Sweetness - 4:40
5. Help the Children - 5:20
6. On Your Face - 4:34
7. Dancin' Machine - 2:57
8. Pray - 5:15
9. Crime Story - 5:11
10. She's Soft and Wet - 3:30
11. Black is Black - 4:34
12. Let's Go Deeper - 5:20
13. Work This - 5:04

- Datos: Q2700086